# Nuoto ai campionati mondiali di nuoto 2009 - 400 metri misti femminili
La specialità dei 400 metri misti femminili ai campionati mondiali di nuoto 2009 si è svolta al complesso natatorio del Foro Italico di Roma, in Italia.
Le qualifiche per la finale si sono svolte la mattina del 2 agosto 2009, mentre la finale si è svolta la sera dello stesso giorno.

## Medaglie
| Posizione | Atleta          | Paese     |
| --------- | --------------- | --------- |
|           | Katinka Hosszú  | Ungheria  |
|           | Kirsty Coventry | Zimbabwe  |
|           | Stephanie Rice  | Australia |

## Record
Prima della manifestazione il record del mondo (WR) e il record dei campionati (CR) erano i seguenti.
|  | 4'29"45 | Australia   | Stephanie Rice | 10 agosto 2008 Pechino, Cina        |
|  | 4'32"89 | Stati Uniti | Katie Hoff     | 1º aprile 2007 Melbourne, Australia |

Durante l'evento sono stati migliorati i seguenti record:
| Data     | Evento | Atleta         | Nazione  | Tempo   | Record |
| -------- | ------ | -------------- | -------- | ------- | ------ |
| 2 agosto | Finale | Katinka Hosszú | Ungheria | 4'30"31 |        |

## Risultati qualifiche
| Pos. | Atleta                | Nazionalità   | Batteria | Corsia | Tempo   | Note |
| ---- | --------------------- | ------------- | -------- | ------ | ------- | ---- |
| 1    | Stephanie Rice        | Australia     | 6        | 4      | 4:34.62 |      |
| 2    | Elizabeth Beisel      | Stati Uniti   | 6        | 5      | 4:34.80 |      |
| 3    | Katinka Hosszú        | Ungheria      | 5        | 5      | 4:35.15 |      |
| 4    | Tanya Hunks           | Canada        | 5        | 8      | 4:35.84 | NR   |
| 4    | Julia Smit            | Stati Uniti   | 6        | 3      | 4:35.84 |      |
| 6    | Hannah Miley          | Regno Unito   | 4        | 4      | 4:36.27 |      |
| 7    | Kirsty Coventry       | Zimbabwe      | 5        | 4      | 4:36.42 |      |
| 8    | Zsuzsanna Jakabos     | Ungheria      | 6        | 6      | 4:37.47 |      |
| 9    | Samantha Hamill       | Australia     | 6        | 1      | 4:37.84 |      |
| 10   | Julie Hjorthhansen    | Danimarca     | 5        | 1      | 4:38.20 |      |
| 11   | Alessia Filippi       | Italia        | 4        | 5      | 4:39.58 |      |
| 12   | Yana Martynova        | Russia        | 5        | 3      | 4:39.83 |      |
| 13   | KeriAnne Payne        | Regno Unito   | 5        | 6      | 4:40.92 |      |
| 14   | Anja Klinar           | Slovenia      | 4        | 6      | 4:41.00 |      |
| 15   | Annika Mehlhorn       | Germania      | 5        | 0      | 4:41.20 |      |
| 16   | Alexa Komarnycky      | Canada        | 5        | 2      | 4:41.55 |      |
| 17   | Barbora Zavadova      | Rep. Ceca     | 3        | 2      | 4:41.90 |      |
| 18   | Stina Gardell         | Svezia        | 4        | 9      | 4:42.71 | NR   |
| 19   | Anastasia Ivanenko    | Russia        | 6        | 8      | 4:42.96 |      |
| 20   | Grainne Murphy        | Irlanda       | 3        | 4      | 4:43.20 |      |
| 21   | Francesca Segat       | Italia        | 4        | 8      | 4:43.77 |      |
| 22   | Joanna Maranhaomelo   | Brasile       | 4        | 2      | 4:43.87 |      |
| 23   | Karolina Szczepaniak  | Polonia       | 3        | 5      | 4:45.13 |      |
| 24   | Jessica Pengelly      | Sudafrica     | 4        | 1      | 4:46.31 |      |
| 25   | Asami Kitagawa        | Giappone      | 6        | 9      | 4:46.57 |      |
| 26   | Lara Grangeon         | Francia       | 5        | 7      | 4:46.93 |      |
| 27   | Maiko Fujino          | Giappone      | 4        | 7      | 4:47.11 |      |
| 28   | Rongrong Zheng        | Cina          | 5        | 9      | 4:48.87 |      |
| 29   | Jördis Steinegger     | Austria       | 6        | 0      | 4:49.74 |      |
| 30   | Marina Ribi           | Svizzera      | 3        | 0      | 4:50.53 |      |
| 31   | Katheryn Meaklim      | Sudafrica     | 4        | 3      | 4:51.09 |      |
| 32   | Nuala Murphy          | Irlanda       | 3        | 1      | 4:52.12 |      |
| 33   | Paula Zukowska        | Polonia       | 3        | 7      | 4:53.52 |      |
| 34   | Nina Dittrich         | Austria       | 1        | 3      | 4:55.10 |      |
| 35   | Nika Karlina Petric   | Slovenia      | 3        | 6      | 4:58.90 |      |
| 36   | Maroua Mathlouthi     | Tunisia       | 3        | 9      | 5:00.95 |      |
| 37   | Hui Yu Koh            | Singapore     | 2        | 7      | 5:02.13 |      |
| 38   | Ting Chen             | Taipei cinese | 2        | 3      | 5:02.97 |      |
| 39   | Erika Layne Stewardt  | Colombia      | 1        | 5      | 5:04.24 |      |
| 40   | Maria Coy             | Guatemala     | 2        | 5      | 5:06.74 |      |
| 41   | ShengYo Ting          | Taipei cinese | 2        | 8      | 5:07.73 |      |
| 42   | Ting Ting Koh         | Singapore     | 2        | 6      | 5:09.52 |      |
| 43   | Nibal Yamout          | Libano        | 2        | 2      | 5:13.71 |      |
| 44   | Pooja Raghava Alva    | India         | 2        | 0      | 5:28.37 |      |
| 45   | Stephanie Rasoamanana | Madagascar    | 2        | 9      | 5:56.61 |      |

## Risultati finale
| Pos. | Atleta            | Nazionalità | Corsia | Tempo   | Note |
| ---- | ----------------- | ----------- | ------ | ------- | ---- |
|      | Katinka Hosszú    | Ungheria    | 3      | 4:30.31 | CR   |
|      | Kirsty Coventry   | Zimbabwe    | 1      | 4:32.12 |      |
|      | Stephanie Rice    | Australia   | 4      | 4:32.29 |      |
| 4    | Hannah Miley      | Regno Unito | 7      | 4:32.72 |      |
| 5    | Elizabeth Beisel  | Stati Uniti | 5      | 4:34.90 |      |
| 6    | Julia Smit        | Stati Uniti | 2      | 4:35.33 |      |
| 7    | Zsuzsanna Jakabos | Ungheria    | 8      | 4:37.85 |      |
| 8    | Tanya Hunks       | Canada      | 6      | 4:38.15 |      |